# Piccolo Meandro
Il Piccolo Meandro (in Turco: Küçük Menderes), anticamente Cayster o Kaystros (in greco antico: Κάϋστρος?) o Caistro, è un fiume situato a sud di Smirne, in Turchia. In genere esso scorre verso ovest e sfocia nel Mar Egeo in corrispondenza della spiaggia di Pamucak, vicino a Selçuk, Smirne. L'antica città di Efeso era un tempo un importante porto sul fiume, ma nel corso dei secoli, i sedimenti gradualmente riempirono l'insenatura intorno alla città. L'antico porto di Panormus era vicino alla sua foce. La linea di costa si spostò verso il mare così che le rovine di Efeso sono ora a circa 8 km dalla costa. I suoi affluenti sono: Fertek, Uladı, Ilıca, Değirmen, Aktaş, Rahmanlar, Prinçci, Yuvalı, Ceriközkayası, Eğridere, Birgi, Çevlik e Keles. Il fiume scorre attualmente appena a nord del fiume Buyuk Menderes; entrambi i fiumi hanno cambiato spesso il loro corso.